# 박대기
박대기(1977년 4월 2일 ~ )는 대한민국의 KBS 기자이다.

## 이력
부산시에서 태어난 그는 부산과학고등학교와 서울대학교 공과대학 전기공학부를 졸업하였다. 공군 장교 복무 및 서울대학교 행정대학원 재학 당시였던 2002년 MBC TV 프로그램 《생방송 퀴즈가 좋다》에 참가하여 제20대 퀴즈의 달인(2002년 1월 13일)·2002년 왕중왕(2002년 9월 15일·22일)을 차지하기도 했다. 공군사관후보생 110기로 임관하여 장교로서 군 복무를 하였으며 전역 후 2009년 6월에 공채 37기로 KBS에 취재기자로 입사하였다. 그리고 KBS 울산방송국에서 지역근무를 하였다.

## 학력
- 부산과학고등학교
- 서울대학교 전기전자제어공학과 학사
- 서울대 행정대학원 행정학 석사

## 방송 사고
2010년 1월 4일 오전 7시 50분에 긴급 방송된 KBS 뉴스특보에서, 박대기가 현장 대기중이던 여의도 환승센터 중계차는 8시 정각에 연결되었다. 당시 시간당 3cm의 기록적인 폭설로 도시 기능이 마비된 상황이었는데, 때마침 방송 연결도 원활하지 않아 박대기는 아나운서의 시그널을 미처 듣지 못하고 계속 스탠딩 원고를 연습했고, 이 장면은 그대로 전국에 방송되었다. 또, 장시간의 야외 대기로 지쳐 힘없는 목소리로 짤막한 리포트를 마쳤으나(네, 서울시내에는 지금 현재 눈을 뜨고 서 있기 힘들 정도의 많은 눈이 내리고 있습니다.), 뒤에 말을 더 할 것이라 생각한 스태프가 계속 박대기를 비춰 약 5초간 아무 말이 없는 상황이 연출되었다.
2011년 1월 25일에는 2010년 12월 16일 930뉴스 리포팅 도중 화면에 클로즈업 되면서 머리 위쪽이 화면에서 잘리는 방송사고가 발생하여 네티즌의 패러디 대상이 되었다.

## 화제가 된 현장보도
그가 2010년 1월 4일에 여의도에서 한 현장 보도는 몸으로 보여준 폭설 상황, 방송 사고, 시민들의 반응을 보도한 타 매체들의 보도로 일약 유명해졌다. 누리꾼들은 '시간대별 박대기 기자의 어깨에 쌓인 눈(雪)높이 변천사를 동영상과 사진으로 제작하여 유포하는 등 폭발적인 반응을 보였다. 이러한 화제에 힘입어 박대기는 포털사이트의 인물정보에 등재되었다. 박대기는 특히 이메일 주소가 이름과 꼭 들어맞는 waiting이어서 더 큰 화제가 되었다.

## 폭설 보도 이후
이후 그는 KBS 2TV 드라마 《공부의 신》에서 명문고 재단 비리 관련 내용을 보도하는 기자 역으로 특별 출연하였다. 또한, 《1대 100》, 《다큐멘터리 3일》에 출연하기도 하였다. 또한 KBS 파업에서 주도적인 역할을 하는 등 활발히 활동하고 있다. 2017년부터는 박명수의 라디오쇼의 요일 고정 게스트로 출연하고 있다.
2017년 12월 파업에도 등장하였으며, 2020년 2월 4일 9시 뉴스 중에서 코로나19 범유행 보도 중 다시 등장하였다.

## 같이 보기
- 2010년 1월 4일 한국 중부 폭설
- KBS
- 뉴스
- 기자 (직업)